# Областни управители на Кукуш
Това е списък на областните управители (номарси) на югозападния македонския град Кукуш (Килкис), Гърция. Ном Кукуш е основан в 1934 година и първият номарх е Константинос Креватас, назначен в 1935 година.
До 1994 година областните управители са назначавани от правителството. От 1995 до 31 декември 2010 година са изборни. Първият избран областен управител на ном Кукуш е Йоргос Флоридис. На 31 декември 2010 година ном Кукуш е закрит и става областна единица в област Западна Македония със заместник областен управител.
Ном Кукуш престава да съществува на 31 декември 2010 година, когато номите в Гърция са премахнати и интегрирани в областни единици по закона „Каликратис“. 
Заместник областният управител на Кукуш може да се смята за наследник на номарха.

## Назначени областни управители
Списък на назначените номарси на Кукуш от 1935 до 1994 година. Номарсите от периода април 1967 – юли 1974 година са назначени от хунтата.
| Име                        | Име                       | Години                               | Бележка |
| -------------------------- | ------------------------- | ------------------------------------ | --- |
| Константинос Креватас      | Κωνσταντίνος Κρεββατάς    | 22 март 1935 – 14 октомври 1935      | Първи номарх на Кукуш |
| Пол. Везиропулос           | Πολ. Βεζυρόπουλος         | 14 октомври 1935 – 8 януари 1936     | |
| Христос Дрелиас            | Χρήστος Δρέλλιας          | 17 юни 1936 – 21 юни 1941            | Пенсиониран инженерен полковник, роден в 1887 година на Хидра. Той основава болницата в Кукуш. Екзекутиран от Демократичната армия на Гърция по време на гражданската война през ноември 1943 година                                  |
| Григориос Хадзигеоргиу     | Γρηγόριος Χατζηγεωργίου   | 21 юни 1941 – 6 февруари 1942        | |
| Теодорос Томаидис          | Θεόδωρος Θωμαΐδης         | 25 юли 1942 – 20 май 1944            | |
| Димостенис Абадзопулос     | Δημοσθένης Αμπατζόπουλος  | 6 септември 1944 – 7 ноември 1944    | Народен представител от Солун и Кукуш |
| Лазарос Даниилидис         | Λάζαρος Δανιηλίδης        | 27 февруари 1945 – 5 юли 1945        | |
| Николаос Патрас            | Νικόλαος Πάτρας           | 5 юли 1945 – 20 деквмри 1945         | Пристига в Кукуш и поема длъжността в 1945 година |
| Пол. Полихрониадис         | Πολ. Πολυχρονιάδης        | 21 демекври 1945 – 9 април 1946      | |
| Александрос Янакидис       | Αλέξανδρος Γιαννακίδης    | 8 май 1946 – 5 юни 1946              | |
| Г. Н. Пападопулос          | Γ. Ν. Παπαδόπουλος        | 5 юни 1946 – 8 август 1946           | |
| Николаос Спилиотопулос     | Νικόλαος Σπηλιωτόπουλος   | 22 август 1946 – 5 юли 1947          | |
| Аргириос Боцис             | Αργύριος Μπότσης          | 5 юли 1947 – 11 ноември 1947         | Роден в 1914 година, адвокат. Брат на първата жена демарх в Гърция. ПНОмарх ефект на Родопи, Закинтос, Арголидокоринтия, Евия, Арголида, Ахая, Атика и генерален секретар на Министерството на вътрешните работи. Умира в 1997 година |
| Александрос Карапостолакис | Αλέξανδρος Καραποστολάκης | 11 ноември 1947 – 14 март 1949       | |
| Георгиос Аркедис           | Γεώργιος Αρκέντης         | 22 септември 1949 – 7 октомври 1949  | Адвокат във Върховния съд. Номарх на Костур и Фокида, политик в избирателния район Етолоакарнания в 1946 година. Умира на 22 март 1965 година.                                                                                        |
| Николас Цохос              | Νικόλαος Τσώχος           | 7 октомври 1949 – 1 март 1951        | |
| Кимон Василиадис           | Κίμων Βασιλειάδης         | 1 март 1951 – 11 март 1953           | Роден в 1914 година. Юрист, временно изпълняващ длъжността заместник министър на вътрешните работи (1974). Умира в 1993 година |
| Андреас Евстатиу           | Ανδρέας Σταύρου Ευσταθίου | 11 март 1953 – 25 октомври 1954      | Инженер, бил е номарх на област Илия. Умира в 1977 година |
| Константинос Сереписиос    | Κωνσταντίνος Σερεπίσιος   | 25 октомври 1954 – 13 май 1955       | Адвокат, роден в 1912 година. Назначен е за номарх в Превеза, Костур, Арта, Иматия, Ласити, Лесбос, Теспротия, Самос и депутат от Левкада от Нова демокрация. Умира в 2001 година                                                     |
| Томас Барбас               | Θωμάς Μπάρμπας            | 13 май 1955 – 23 януари 1956         | Подава оставка, за да стане депутат от избирателния район Кожани в 1956 година. |
| Андониос Ставропулос       | Αντώνιος Σταυρόπουλος     | 10 февруари 1956 – 22 януари 1958    | Също така номарх на Трикала и Беотия. Роден в 1906 година, умира в 1985 година |
| Константинос Цупцис        | Κωνσταντίνος Τσούπτσης    | 22 януари 1958 – 10 януари 1960      | Също така нормах на Иматия |
| Георгиос Михалопулос       | Γεώργιος Μιχαλόπουλος     | 23 март 1960 – 13 юни 1964           | Адвокат, умира в 2000 година |
| Димитриос Сабатакакис      | Δημήτριος Σαμπατακάκης    | 15 юни 1964 – 15 март 1965           | |
| Аргириос Боцис             | Αργύριος Μπότσης          | 23 юни 1965 – 23 септември 1965      | Втори мандат |
| Йоанис Гоцис               | Ιωάννης Γκότσης           | 29 ноември 1965 – 2 ноември 1966     | Роден в 1922 година. Също така е номарх на Кожани, Теспротия, Сяр, Ахая, Лариса. Умира в 1988 година |
| Константинос Синдикас      | Κωνσταντίνος Συνδίκας     | 12 декември 1966 – 8 ноември 1969    | |
| Ангелос Канелопулос        | Άγγελος Κανελλόπουλος     | 24 ноември 1969 – 4 март 1971        | |
| Йоанис Сабатакакис         | Ιωάννης Σαμπατακάκης      | 4 март 1971 – 22 септември 1973      | Роден в 1914 година. Пенсиониран с чин подполковник, родом от Лакония. Той също така е префект на Еврос. Умира в 1987 година |
| Константинос Зогас         | Κωνσταντίνος Ζώγας        | 24 септември 1973 – 22 март 1974     | |
| Фивос Казакис              | Φοίβος Καζάκης            | 23 март 1974 – 27 юли 1974           | Роден в 1925 година. Адвокат от Лариса. Последният номарх преди прехода. Той също така е номарх на Лесбос, Кефалиния и Кардица. Умира в 2015 година                                                                                   |
| Йоанис Панайотидис         | Ιωάννης Παναγιωτίδης      | 22 август 1974 – 31 юли 1976         | Юрист, номарх на Сяр и Додеканезите. Депутат от Сяр от Нова демокрация от 1985 година до смъртта си. |
| Георгиос Асимакос          | Γεώργιος Ασημάκος         | 9 август 1976 – 3 март 1982          | |
| Василис Петропулакис       | Βασίλης Πετροπουλάκης     | 5 април 1982 – 19 септември 1985     | Роден в 1930 година в Гитио. Полковник, член на ПАСОК. Той също така е и номарх на Месиния. Умира в 2018 година |
| Йоанис Ангелопулос         | Ιωάννης Αγγελόπουλος      | 22 септември 1985 – 27 февруари 1989 | |
| Николаос Пройос            | Νικόλαος Πρώιος           | 28 феваруари 1989 – 2 юли 1989       | |
| Г. Сотиропулос (официално) | Γ. Σωτηρόπουλος           | 3 юли 1989 – 2 октомври 1989         | |
| Янис Емануилидис           | Γιάννης Εμμανουηλίδης     | 2 октомври 1989 – 12 май 1993        | Роден в 1950 година, умира в 2022 година |
| Г. Бадас                   | Γ. Μπάδας                 | 12 май 1993 – 18 октомври 1993       | |
| Андониос Хадзийоану        | Αντώνιος Χατζηιωάννου     | 4 ноември 1993 – 31 декември 1994    | Последният назначен номарх |

## Избрани областни управители
| Име                   | Име                   | Изборна година (процент)                               | Години                           | Бележка |
| --------------------- | --------------------- | ------------------------------------------------------ | -------------------------------- | --- |
| Йоргос Флоридис       | Γιώργος Φλωρίδης      | 1994 (53,21% на втори тур)                             | 1 януари 1995 – 1996             | Първият избран номарх на Кукуш. |
| Теодорос Парастатидис | Θεόδωρος Παραστατίδης | 1998 (50,7% на втори тур)                              | 1996 – 31 декември 2002          | Аптекар от Постолар. Той заменя подалия оставка Г. Флоридис в 1996 година и е избран за номарх в 1998 година с подкрепата на Общогръцкото социалистическо движение (ПАСОК) и Коалицията, като служи до 2002 година. Става депутат, избран от ПАСОК в 2009 година, май 2012 година и юни 2012 година. След като отказа да гласува меморандумни закони, той е отстранен от ПАСОК |
| Евангелос Баласкас    | Ευάγγελος Μπαλάσκας   | 2002 (50,85% на вотри тур)/ 2006 (43,87% на първи тур) | 1 януари 2003 – 31 декември 2010 | Избран е в 2002 година с подкрепата на Нова демокрация и е преизбран с подкрепата на същата партия в 2006 година. Последният номарх на Кукуш. По-късно кмет на Кукуш. |

## Заместник областни управители
| Име               | Име                   | Изборна година | Години                         | Бележка |
| ----------------- | --------------------- | --- | ------------------------------ | --- |
| Христос Гуденудис | Χρήστος Γκουντενούδης | 2010 | 1 януари 2011 – 31 август 2014 | Първият избран заместник областен управител на Кукуш. Агроном, заместник-номарх на Кукуш (2008 – 2009) и съветник на номархията (2006 – 2010). Демарх на Пеония от 2014 година, роден в 1961 година в Ругуновец. |
| Периклис Колоциос | Περικλής Κολότσιος    | 2014 | 1 септември 2014 – 9 юли 2015  | Лекар, роден в Цотили в 1945 година. Става номарх и общински съветник на Кукуш, заместник-демарх на Кукуш (2012 – 2014). Умира от рак в 2015 година.                                                             |
| Андреас Вергидис  | Ανδρέας Βεργίδης      | Избран е единодушно с тайно гласуване от 47 областни съветници и заместник областни управители на мястото на починалия Колоциос./ Преизбиран е в 2019 и 2023 година | от юли 2015                    | Земеделски синдикалист, роден в 1957 година в Усуслу. Кмет на родното си село в три последователни четиригодишни мандата (1986-1990, 1990-1994, 1994-1998).                                                      |